# Barasso
Barasso (Baràs in dialetto varesotto) è un comune italiano di 1 677 abitanti della provincia di Varese in Lombardia. 

## Storia

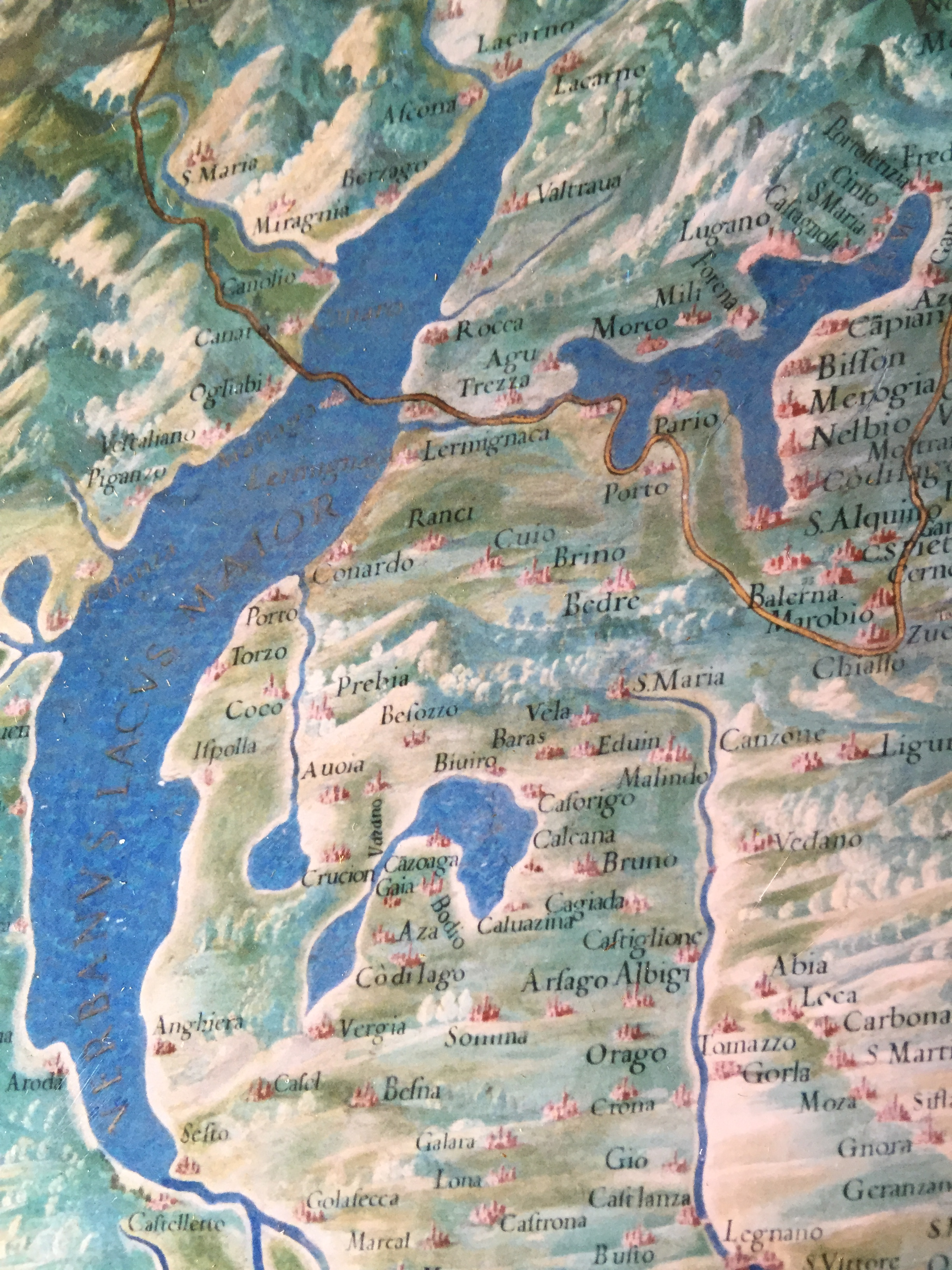
Dettaglio della mappa del Ducato di Milano nella Galleria delle carte geografiche dei Musei Vaticani (Ignazio Danti, 1581); al centro è riscontrabile il toponimo Baras

Nei secoli II e III a.C. Barasso, che era compreso nella Gallia Cisalpina o Insubria, entra a far parte della Provincia Romana. Durante la dominazione Longobarda il nome di Barasso comincia ad entrare nei documenti storici e viene citato nel celebre “Diploma” con cui il Re Longobardo Liutprando donava, nel 725 d.C., molte terre, specialmente del Varesotto, ai monaci agostiniani in memoria del fatto che S. Agostino era stato in questi luoghi e precisamente a Casciago (Cassiciacum), ospite del suo amico Verecondo (357). In base ai documenti dell'archivio della Curia Arcivescovile di Milano, si può affermare che a Barasso e nelle frazioni di Molina e Cassini esistevano tre Chiese già prima dell'anno Mille.
Nel 1786, con la suddivisione della Lombardia austriaca in province, Barasso fu assegnata alla provincia di Gallarate, ribattezzata l'anno successivo provincia di Varese; nel 1791, in seguito a una modifica territoriale, passò alla provincia di Milano.
In età napoleonica (1797) Barasso fu assegnata all'effimero dipartimento del Verbano, passando l'anno successivo al dipartimento d'Olona, e nel 1801 al dipartimento del Lario. Nel 1809 fu aggregato a Barasso il comune di Luvinate, ma nel 1812 fu Luvinate ad assumere lo status di comune, e Barasso ne divenne frazione.
Con l'istituzione del Regno Lombardo-Veneto (1816) Barasso recuperò l'autonomia, e venne inserita nella provincia di Como; con l'emanazione del Decreto Rattazzi (1859) il comune di Barasso entrò nel circondario di Varese della provincia di Como.
All'Unità d'Italia (1861) il comune contava 693 abitanti.
Nel 1927 il comune di Barasso venne aggregato al comune di Comerio, recuperando l'autonomia nel 1957.

### Simboli
Lo stemma e il gonfalone sono stati concessi con D.P.R. del 21 dicembre 1989.
L'albero è caratterizzante la natura stessa del territorio comunale, coperto da boschi di piante di alto fusto; la ruota di mulino rappresenta gli antichi mulini esistenti nella frazione Molina; il compasso rende onore a due cittadini contraddistintisi in opere di architettura civile e cioè l'architetto Emilio Alemagna e l'architetto Cornelio Bregonzio.; le due stelle sono a ricordare due insigni personaggi storici: S. Nicone da Barasso e lo storico Giacomo da Barasso.
Il gonfalone è un drappo di bianco.

## Monumenti e luoghi d'interesse

### Architetture religiose
- Chiesa parrocchiale di San Martino
- Chiesa di Sant'Ambrogio, via F. Rossi, località Molina, risalente all'XI secolo con la fondazione dell'Ospedale dei Poveri addossato alla chiesa
- Chiesa di Maria Immacolata, via Cassini, frazione Cassini

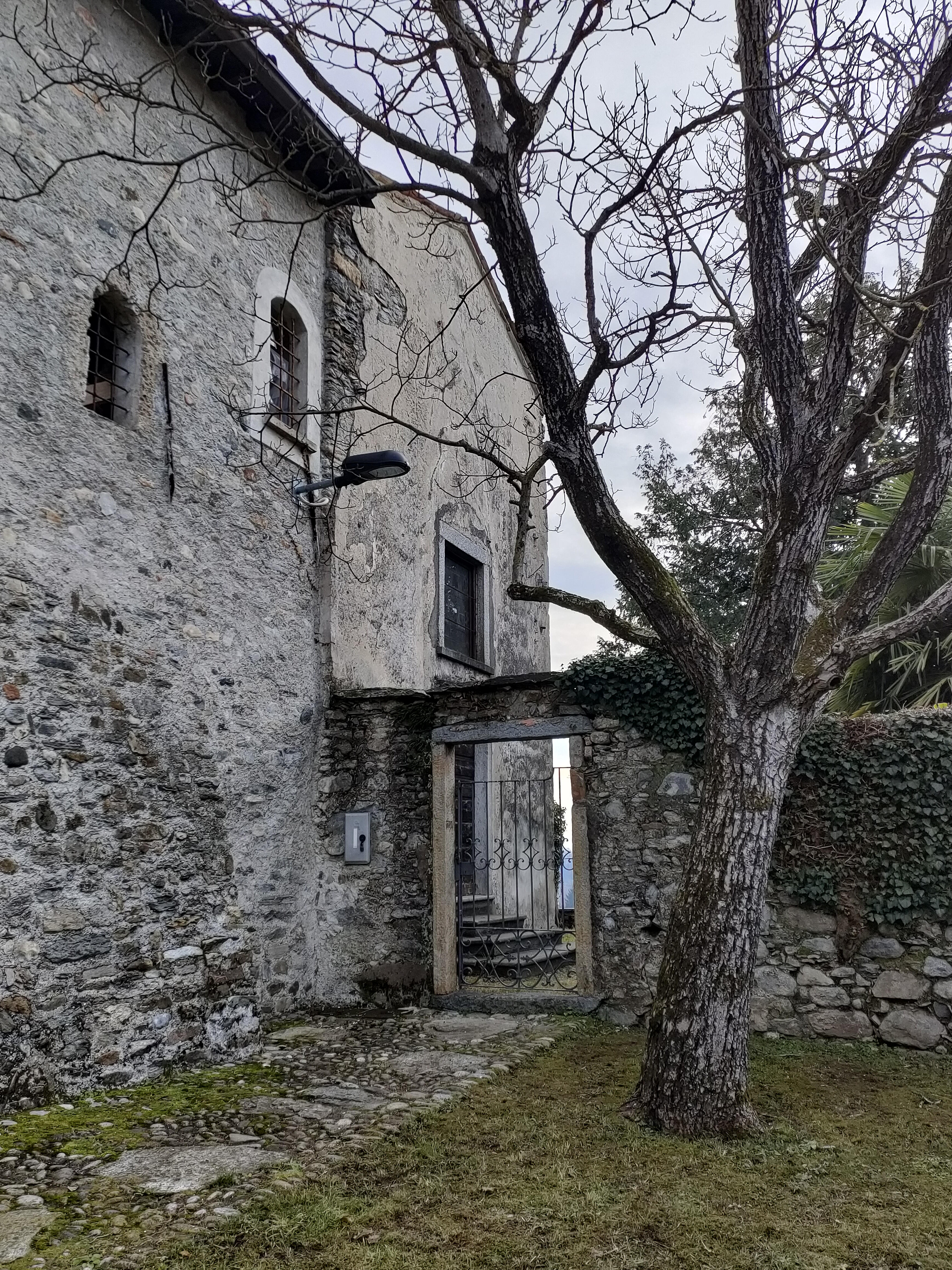
Chiesa di Sant'Ambrogio, loc. Molina

## Società

### Evoluzione demografica
- 390 nel 1751
- 457 nel 1805
- unione con Luvinate in età napoleonica
- 606 nel 1853
- 624 nel 1859

Abitanti censiti

## Geografia antropica
Secondo lo statuto comunale, il territorio comunale comprende, oltre al capoluogo, le frazioni di Cassini e Molina, quest'ultima oggetto per secoli di una disputa territoriale col confinante Comune di Casciago.
Secondo l'ISTAT, il territorio comunale comprende il solo centro abitato di Barasso.

## Infrastrutture e trasporti
Barasso è attraversata dalla strada statale 394 del Verbano Orientale, che collega Varese a Luino e alla frontiera svizzera.
Il centro abitato è servito dalla stazione di Barasso-Comerio, posta sulla ferrovia Saronno-Varese-Laveno, gestita da Ferrovienord e servita da treni regionali svolti da Trenord nell'ambito del contratto di servizio stipulato con la Regione Lombardia.
Fra il 1914 e il 1940 Barasso una fermata della tranvia Varese-Angera, gestita dalla Società Anonima Tramvie Orientali del Verbano (SATOV).